# Notomyotida
Ordre
Notomyotida est un ordre d'étoiles de mer (échinodermes). Cet ordre ne comprend de nos jours qu'une seule famille : Benthopectinidae.

## Liste des familles
Selon World Register of Marine Species (28 mai 2011) et ITIS (28 mai 2011) :
- famille Benthopectinidae Verrill, 1894